# Uromyces acetosae
Uromyces acetosae ist eine Ständerpilzart aus der Ordnung der Rostpilze (Pucciniales). Der Pilz ist ein Endoparasit von Ampfern. Symptome des Befalls durch die Art sind Rostflecken und Pusteln auf den Blattoberflächen der Wirtspflanzen. Er ist auf der ganzen Nordhalbkugel verbreitet.

## Merkmale

### Makroskopische Merkmale
Uromyces acetosae ist mit bloßem Auge nur anhand der auf der Oberfläche des Wirtes hervortretenden Sporenlager zu erkennen. Sie wachsen in Nestern, die als gelbliche bis braune Flecken und Pusteln auf den Blattoberflächen erscheinen.

### Mikroskopische Merkmale
Das Myzel von Uromyces acetosae wächst wie bei allen Puccinia-Arten interzellulär und bildet Saugfäden, die in das Speichergewebe des Wirtes wachsen. Die auf den Wirtsblättern wachsenden Spermogonien der Art sind honiggelb. Die Aecien stehen in großen, rundlichen oder rautenförmigen Flecken. Die Aeciosporen sind meist rundlich bis oval-polyedrisch, orange, warzig und 17–24 × 15–20 µm groß. Die meist blattunterseitig wachsenden Uredien des Pilzes sind zimtbraun und früh unbedeckt. Ihre orangen Uredosporen sind meist oval-kugelig bis kugelig, 22–25 × 20–22 µm groß und stachelwarzig. Die zwischen den Uredien wachsenden Telien der Art sind schwarzbraun. Die dunkelbraunen Teliosporen sind einzellig, in der Regel kugelig bis ellipsoid, punktiert und 23–35 × 17–25 µm groß. Ihre Stiele sind farblos und lang.

## Verbreitung
Das bekannte Verbreitungsgebiet von Uromyces acetosae umfasst die gesamte nördliche Hemisphäre.

## Ökologie
Die Wirtspflanzen von Uromyces acetosae sind verschiedene Ampfer (Rumex spp.). Der Pilz ernährt sich von den im Speichergewebe der Pflanzen vorhandenen Nährstoffen, seine Sporenlager brechen später durch die Blattoberfläche und setzen Sporen frei. Die Art verfügt über einen Entwicklungszyklus mit Aecien, Spermogonien, Telien und Uredien und macht einen Wirtswechsel durch, ist aber nicht auf ihn angewiesen.